# Roger Gill
Roger Gill (ur. 23 maja 1972, zm. 2 marca 2008) – gujański sprinter, uczestnik igrzysk olimpijskich z 1996. Startował w sztafecie 4 × 400 metrów.
Zginął w wypadku samochodowym 2 marca 2008 na Brooklynie w Nowym Jorku.
Był również diakonem w kościele adwentystów.
Był żonaty z Annette Hicks, z którą miał cztery córki.